# Ольшанка (приток Немана)
Ольша́нка (бел. Альша́нка) — река в Ивьевском районе Гродненской области, правый приток Немана.
Длина реки 14 км. Площадь водосбора — 49 км². Средний наклон водной поверхности 0,6 м/км. Начинается возле деревни Лелюки, впадает в Неман в 2-х км на южнее деревни Борово. На всём протяжении канализирована.
Берёт начало у поселения Вильчаши.
Бассейн Ольшанки на юго-западе граничит с бассейном реки Дублянки.
У поселения Потельцы ширина реки достигает 8 метров, глубина 0,8 метра, дно песчаное.